# Шопенка
Шопенка — колишнє село в Балаклійському районі Харківської області, підпорядковувалося Асіївській сільській раді.

## З історії
Виникло як хутір в 1730-х роках при будівництві оборонної лінії на тодішньому південному кордоні Російської імперії.
В селі знаходиться братська могила 29-ти радянських військових, які загинули в боях за Харків 1942 року.
Дата зникнення невідома.

## Географічні дані
Шопенка знаходилося поруч із селом Нова Павлівка, біля витоків річки Лозовенька.

## Відомі люди
- Катихіна Марія Романівна — Герой Соціалістичної Праці, ланкова рільничої бригади колгоспу імені Чапаєва — бригада розміщалася в Шопенці.